# Musée Sakıp Sabancı
Le Musée Sakıp Sabancı (Sakıp Sabancı Müzesi) est une galerie d'art et un musée privé dans le district de Sarıyer à Istanbul.

## Histoire
La villa, qui est le bâtiment principal du musée, appartient à plusieurs familles de pachas et de khédives de haut rang, gouverneurs égyptiens, de 1848 à 1884, date à laquelle elle est achetée par le Trésor ottoman sur ordre du sultan Abdülhamid II et offerte en cadeau au roi Nicola Ier du Monténégro. La villa sert les 30 années suivantes comme résidence royale et ambassade du Monténégro.
En 1913, le gouvernement ottoman en reprend possession et elle devient le résidence de la petite-fille du sultan Mehmed V Reşad. Après la fondation de la république turque, le prince Mehmed Ali Hasan, petit-fils du Khédive İsmail Paşa, achète la villa alors abandonnée et charge l'architecte Edoardo de Nari de construire la villa telle que nous la connaissons aujourd'hui. Elle reste inutilisée pendant de nombreuses années, jusqu'à ce que la sœur aînée du prince égyptien en fasse sa résidence en 1944.
En 1951, Hacı Ömer Sabancı, fondateur de Sabancı Holding, achète la villa pour y passer les mois d'été avec sa famille. À l'entrée de la villa, il fait placer une statue équestre en bronze qu'il achète lors d'une vente aux enchères, conçue par Louis-Joseph Daumas à Paris en 1864. La villa devient alors connue sous le nom d'Atlı Köşk (la villa équestre). Lui et sa famille y résident jusqu'à son décès en 1966. De 1969 et 1999, elle est la résidence de son fils Sakıp Sabancı et de sa famille.
La villa est louée en 1998 pour une période de 49 ans à l'Université Sabancı avec tous ses meubles anciens et ses collections d'art. Aujourd'hui, la villa d'origine et une galerie annexe moderne abritent de vastes collections d'art des XIXe et XXe siècles.

## Collections
Outre sa collection permanente d'art ottoman ancien et moderne avec des artistes comme İbrahim Çallı et de la calligraphie, le musée a accueilli les expositions d'artistes et de sculpteurs de renom tels que Joan Miró (23/09/2014 – 08/03/2015) ; Claude Monet (09/10/2012 – 01/06/2013) ; Rembrandt, Vermeer et d'autres peintres hollandais (22/2/2012 – 17/06/2012) ; Salvador Dalí (20/9/2008 – 1/2/2009) ; Auguste Rodin (13/6/2006 – 03/09/2006) ; et Pablo Picasso (24/11/2005 – 26/3/2006).